# 沃夫恰霍拉 (赫梅利尼茨基州)
49°30′51″N 26°45′18″E / 49.51417°N 26.75500°E
沃夫恰霍拉（羅馬化：Vovcha Hora）是位於烏克蘭西部的村莊，由赫梅利尼茨基州裡赫梅利尼茨基區的黑奧斯特里夫市鎮負責管轄。該村始建於1370年，面積9.1平方公里，海拔高度299米，2001年人口940，人口密度每平方公里103.3人。